# Казали (Жиронда)
Казали (фр. Cazalis) насеље је и општина у југозападној Француској у региону Аквитанија, у департману Жиронда која припада префектури Лангон.
По подацима из 2011. године у општини је живело 237 становника, а густина насељености је износила 5,06 становника/km². Општина се простире на површини од 46,81 km². Налази се на средњој надморској висини од 102 метара (максималној 130 m, а минималној 79 m).

## Демографија
| 1962. | 1968. | 1975. | 1982. | 1990. | 1999. | 2011. |
| ----- | ----- | ----- | ----- | ----- | ----- | ----- |
| 167   | 199   | 180   | 158   | 177   | 179   | 237   |

График промене броја становника у току последњих година